# Pazo dos Deportes de Riazor
Il Pazo dos Deportes de Riazor è il più importante palazzetto dello sport della città di La Coruña in Spagna. Ha una capienza di 4.425 posti. 
L'impianto venne inaugurato il 1º agosto 1970.
Di proprietà del comune di A Coruña ospita le gare casalinghe del Deportivo Liceo, squadra di hockey su pista e del Básquet Coruña, squadra di pallacanestro della città.

## Eventi ospitati
- Campionato mondiale maschile di hockey su pista La Coruña 1972
- Campionato mondiale maschile di hockey su pista La Coruña 1988
- Final four CERH Champions League 2002-2003